# Asipu
En la antigua Mesopotamia, asipu (también āšipu o mašmašu) es el nombre que recibían los estudiosos y profesionales del diagnóstico y tratamiento de las enfermedades en el valle Tigris-Éufrates de Mesopotamia (actual Irak) alrededor del 3200 a. C. Algunos han descrito asipu como expertos en "magia blanca". La gente creía que las enfermedades que sufrían los humanos eran obra de dioses y demonios. Por esta razón, además de los médicos, recurren a los exorcistas. En ese momento, las ideas de la ciencia, la religión y la brujería estaban estrechamente entrelazadas y formaban una base de asiputu, la práctica utilizada por asipu para combatir la hechicería y curar enfermedades. El asipu estudió augurios y síntomas para formular una predicción del futuro para un sujeto y luego realizó rituales apotropaicos en un intento de cambiar el destino desfavorable.
Las tareas de la lucha contra las enfermedades y la brujería fueron tomadas por asiputu. Asipu dirigió el tratamiento médico en la corte asiria, donde predijeron el curso de la enfermedad a partir de los signos observados en el cuerpo del paciente y ofrecieron conjuros y otra magia, así como los remedios indicados por el diagnóstico.
Asipu visitó las casas de las personas enfermas y se le encomendó la tarea de predecir el futuro del paciente (por ejemplo, él vivirá o ella morirá) y también para completar los detalles sobre los síntomas que los pacientes pueden haber ignorado u omitido. El propósito de la visita fue identificar al remitente divino de la enfermedad en función de los síntomas de una dolencia específica.
Asipu también actuó como asesor en decisiones arriesgadas, inciertas y difíciles. Asiputu era inusual en ese período de la historia porque Asipu no pretendía prever el futuro, sino que se acercaba a la construcción de consejos a través de un proceso repetible y constante de identificación de dimensiones importantes del problema, considerando alternativas y recopilando datos (éxito o fracaso; ganancia o pérdida). La práctica era similar a la moderna metodología equilibrada en la gestión del riesgo de peligros donde las alternativas se marcaban con signos positivos o negativos, dependiendo de la favorabilidad.

## Otras lecturas
- Clifton D. Bryant; Dennis L. Peck (2006). 21st century sociology: a reference handbook. SAGE Publications. ISBN 1-41-291608-9.
- Rüdiger Trimpop (1994). The psychology of risk taking behavior Elsevier. ISBN 0-444-89961-8
- Daniel M. Kammen; David M. Hassenzahl (2001). Should we risk it?: exploring environmental, health, and technological problem solving (2nd ed.). Princeton University Press. ISBN 0-691-07457-7

- Datos: Q4807022